# Округ Барнстабл (Масачусетс)
Барнстабл (енгл. Barnstable County) је округ у америчкој савезној држави Масачусетс.

## Демографија
По попису из 2010. године број становника је 215.888, што је 6.342 (-2,9%) становника мање него 2000. године.
| Група             | 2000.           | 2010.           |
| Белци             | 207.518 (93,4%) | 197.327 (91,4%) |
| Афроамериканци    | 3.969 (1,8%)    | 4.062 (1,9%)    |
| Азијати           | 1.401 (0,6%)    | 2.287 (1,1%)    |
| Хиспаноамериканци | 3.000 (1,3%)    | 4.687 (2,2%)    |
| Укупно            | 222.230         | 215.888         |